# Philippe Dubuc (styliste)
Pour les articles homonymes, voir Philippe Dubuc.
Philippe Dubuc est un créateur de mode canadien né à Montréal le 1er juin 1966. 

## Biographie
Il crée sa propre marque de vêtements, Philippe Dubuc, en 1993. 
Sa compagnie Dubuc Mode de vie déclare faillite en 2006, et Dubuc ne conserve que sa boutique de la rue Saint-Denis et il poursuit sa collaboration avec la chaine de magasins Simons.  
Il a ouvert de nouvelles boutiques dans les années suivantes, notamment à Québec.  
À l'été 2017, il se joint au groupe Groupe Sarah Pacini où il crée la collection Sarah Pacini Man, consacrée à la mode masculine, tout en poursuivant le développement de sa propre marque.  
Il collabore à différentes productions artistiques, dont le spectacle Dance Me des Ballets Jazz de Montréal ainsi que Written on Skin présenté, à l'hiver 2020, à l’Opéra de Montréal en 2020.  
Il partage sa vie avec François Boulay, scénariste du film C.R.A.Z.Y..